# 엔큐
엔큐(일본어: 延久)는 일본의 연호 중 하나이다.
- 전후 : 지랴쿠(治暦) 이후 - 조호(承保) 이전
- 시기 : 1069년 ~ 1073년
- 천황 : 고산죠 천황, 시라카와 천황

## 개원
- 지랴쿠 5년 4월 13일(율리우스력 1069년 5월 6일)에 개원하여
- 엔큐 6년 8월 23일(율리우스력 1074년 9월 16일) 조호로 개원되었다.

## 출전
《서경》의 "位道惟安寧王之德, 謀欲延久".

## 엔큐 시기에 일어난 일
- 원년
  - 장원 정리 정책에 의해 기로쿠쇼엔켄케이죠(記録荘園券契所 기록장원권결소[*])가 설치되었다.

## 서력과의 대조표
| 엔큐        | 원년       | 2년        | 3년        | 4년        | 5년        | 6년        |
| ----------- | ---------- | ---------- | ---------- | ---------- | ---------- | ---------- |
| 서기 (西紀) | 1069년     | 1070년     | 1071년     | 1072년     | 1073년     | 1074년     |
| 간지 (干支) | 기유(己酉) | 경술(庚戌) | 신해(辛亥) | 임자(壬子) | 계축(癸丑) | 갑인(甲寅) |

## 같이 보기
- 일본의 연호 일람

| 이전 지랴쿠 | 일본의 연호 1069년 ~ 1073년 | 다음 조호 |